# Le Cannet
Le Cannet (okcitansko/provansalsko Lo Canet) je mesto in občina v jugovzhodnem francoskem departmaju Alpes-Maritimes regije Provansa-Alpe-Azurna obala. Mesto ima okoli 42.000 prebivalcev.

## Geografija
Kraj se nahaja v pokrajini Provansi severno od Cannesa, s katerim tvori enotno urbano območje.

## Administracija
Le Cannet je sedež istoimenskega kantona, del občine se nahaja v kantonu Mougins, oba kantona pa sta sestavna dela okrožja Grasse.

## Zgodovina
Le Cannet je bil del Cannesa vse do leta 1778, ko je postal samostojna občina.

## Pobratena mesta
- Agnibilekrou (Slonokoščena obala)
- Beauport (Quebec, Kanada)
- Benidorm (Alicante, Španija)
- Königstein im Taunus (Hessen, Nemčija)
- Lafayette (Louisiana, ZDA)
- Villa do Conde (Portugalska)